# Milwaukie pályaudvar
A Milwaukie pályaudvar a TriMet átszállópontja volt az Amerikai Egyesült Államok Oregon államának Milwaukie városában. A térséget 2015 óta a Metropolitan Area Express narancssárga vonala tárja fel, amelyre Milwaukie/Main Street megállóhelyen lehet felszállni.

## Autóbuszok
A pályaudvart 2009-ben az alábbi autóbuszvonalak érintették:
- 28 – Linwood
- 29 – Lake/Webster Rd
- 31 – Estacada
- 32 – Oatfield
- 33 – McLoughlin
- 34 – River Rd
- 70 – 12th Ave
- 75 – 39th Ave/Lombard
- 99 – McLoughlin Express
- 152 – Milwaukie

## Fordítás
- Ez a szócikk részben vagy egészben  a   Milwaukie Transit Center című angol Wikipédia-szócikk ezen változatának fordításán alapul.  Az eredeti cikk szerkesztőit annak laptörténete sorolja fel. Ez a jelzés csupán a megfogalmazás eredetét és a szerzői jogokat jelzi, nem szolgál a cikkben szereplő információk forrásmegjelöléseként.